# خوسيه ريفيرا (لاعب كرة قدم)
خوسيه ريفيرا هو لاعب كرة قدم إكوادوري في مركز الدفاع، ولد في 11 يناير 1963. شارك مع منتخب الإكوادور لكرة القدم. أما مع النوادي، فقد لعب مع سوسيداد ديبورتيفو كيتو.

## وصلات خارجية
- خوسيه ريفيرا (لاعب كرة قدم) على موقع عالم كرة القدم.نت (الإنجليزية)